# Liste der Monuments historiques in Liesle
Die Liste der Monuments historiques in Liesle führt die Monuments historiques in der französischen Gemeinde Liesle auf.

## Liste der Immobilien
| Bezeichnung         | Beschreibung                                                           | Standort                   | Kennzeichnung | Schutzstatus | Datum | Bild |
| ------------------- | ---------------------------------------------------------------------- | -------------------------- | ------------- | ------------ | ----- | ---- |
| Château d’Augicourt | auch Château de Poligny; mit Nebengebäuden, Parkanlage und Einfriedung | 29 rue du Bourg Sec (Lage) | PA25000089    | Inscrit      | 2018  |      |